# Horses
《Horses》是帕蒂·史密斯首张音乐专辑，制作人为前地下丝绒乐队的成员约翰·凯尔，专辑于1975年发行。该专辑在滚石杂志评选的五百大专辑中名列44位。

## 制作成员
- 帕蒂·史密斯 - 歌手、吉他手
- 莱尼·凯（Lenny Kaye）- 吉他手、贝司手、歌手
- 伊凡·克拉尔（Ivan Kral）- 贝司手、吉他手、歌手
- 杰伊·迪依·多尔蒂（Jay Dee Daugherty）- 鼓手
- 理查德·索尔（Richard Sohl）- 键盘

## 曲目

### A面
1. "Gloria:" – 5:57
"In Excelsis Deo"（史密斯）
"Gloria"（范·莫里森）
2. "Redondo Beach"（史密斯、理查德·索尔、莱尼·凯）– 3:26
3. "Birdland"（史密斯、索尔、凯、伊凡·克拉尔）– 9:15
4. "Free Money"（史密斯、凯）– 3:52

### B面
1. "Kimberly"（史密斯、艾伦·拉尼尔、克拉尔）– 4:27
2. "Break It Up"（史密斯、汤姆·魏尔伦）– 4:04
3. "Land:" – 9:25
"Horses"（史密斯）
"Land of a Thousand Dances"（克里斯·肯纳）
"La Mer(de)"（史密斯）
4. "Elegie"（史密斯、拉尼尔）– 2:57